# Wöhrder See

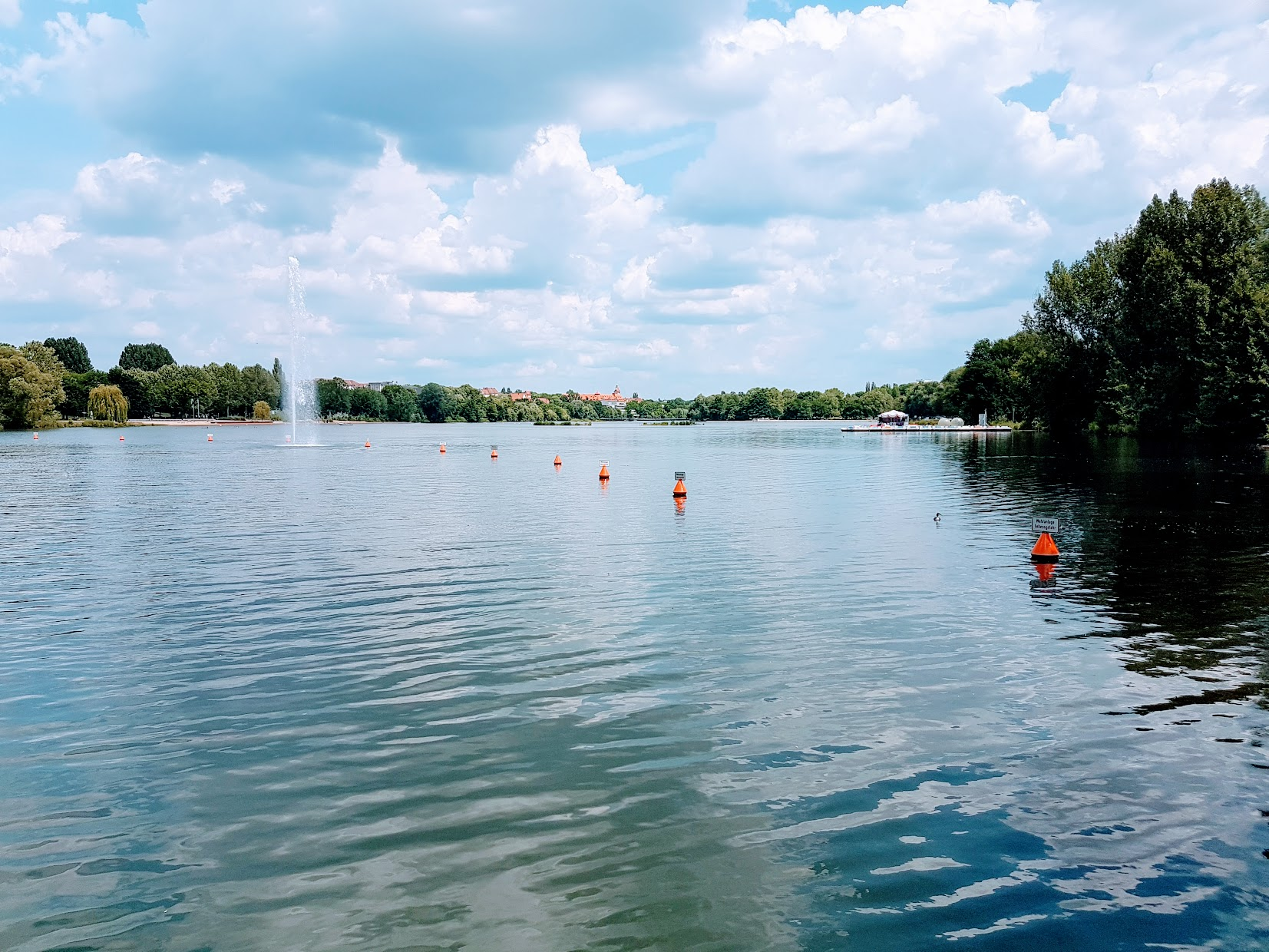
Wöhrder See (2017)

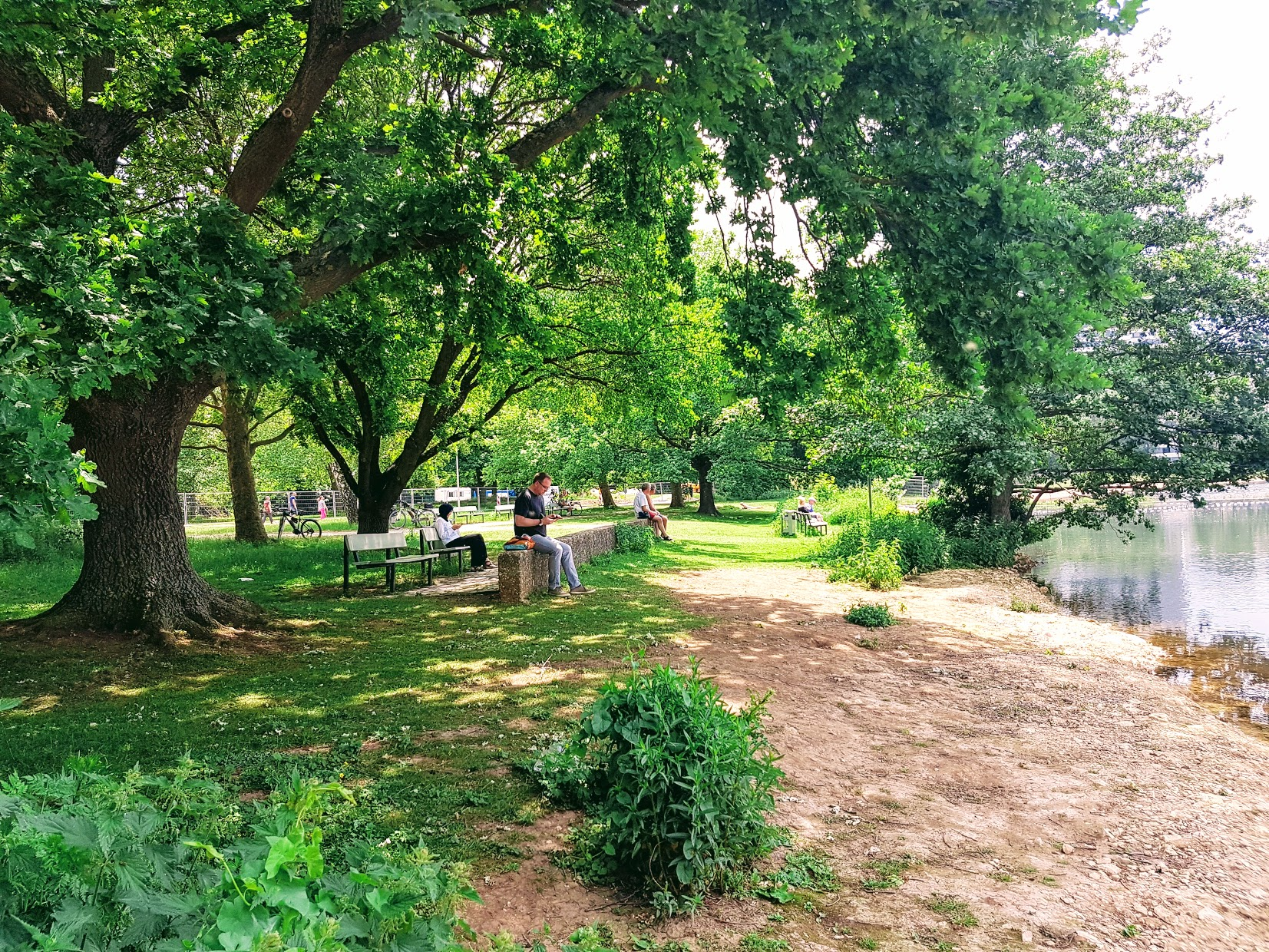
Ufer entlang der Norikusbucht (2017)

Der Wöhrder See (nicht zu verwechseln mit dem Wörthersee) ist ein Stausee im Stadtgebiet Nürnbergs. Er ist zirka 2600 m lang, durchschnittlich 100–200 m breit und umfasst eine Fläche von 52 Hektar. Benannt ist er nach dem nördlich angrenzenden Stadtteil Wöhrd.

## Entstehung

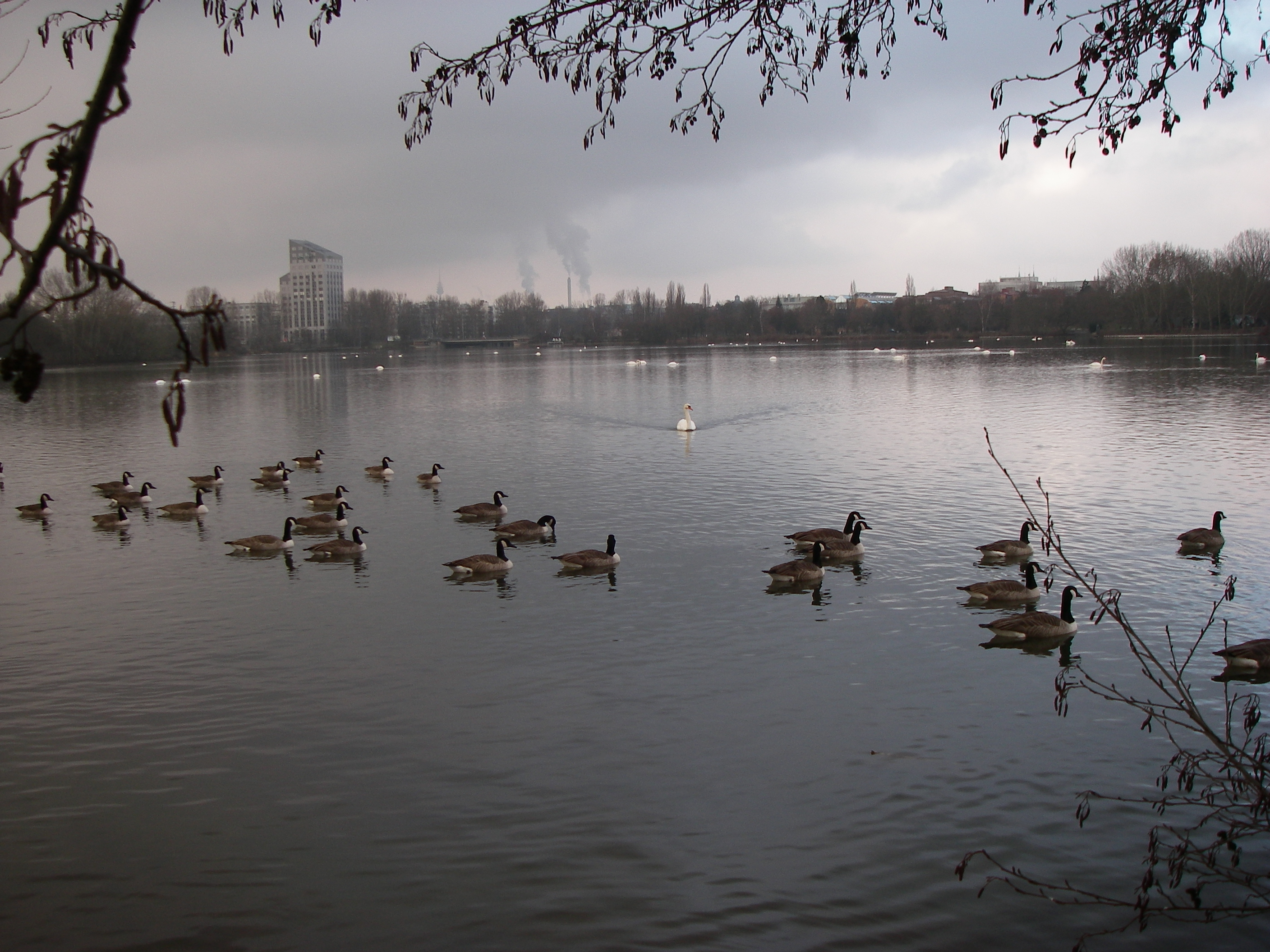
Kanadagänse auf dem unteren Teil des Wöhrder Sees im Januar

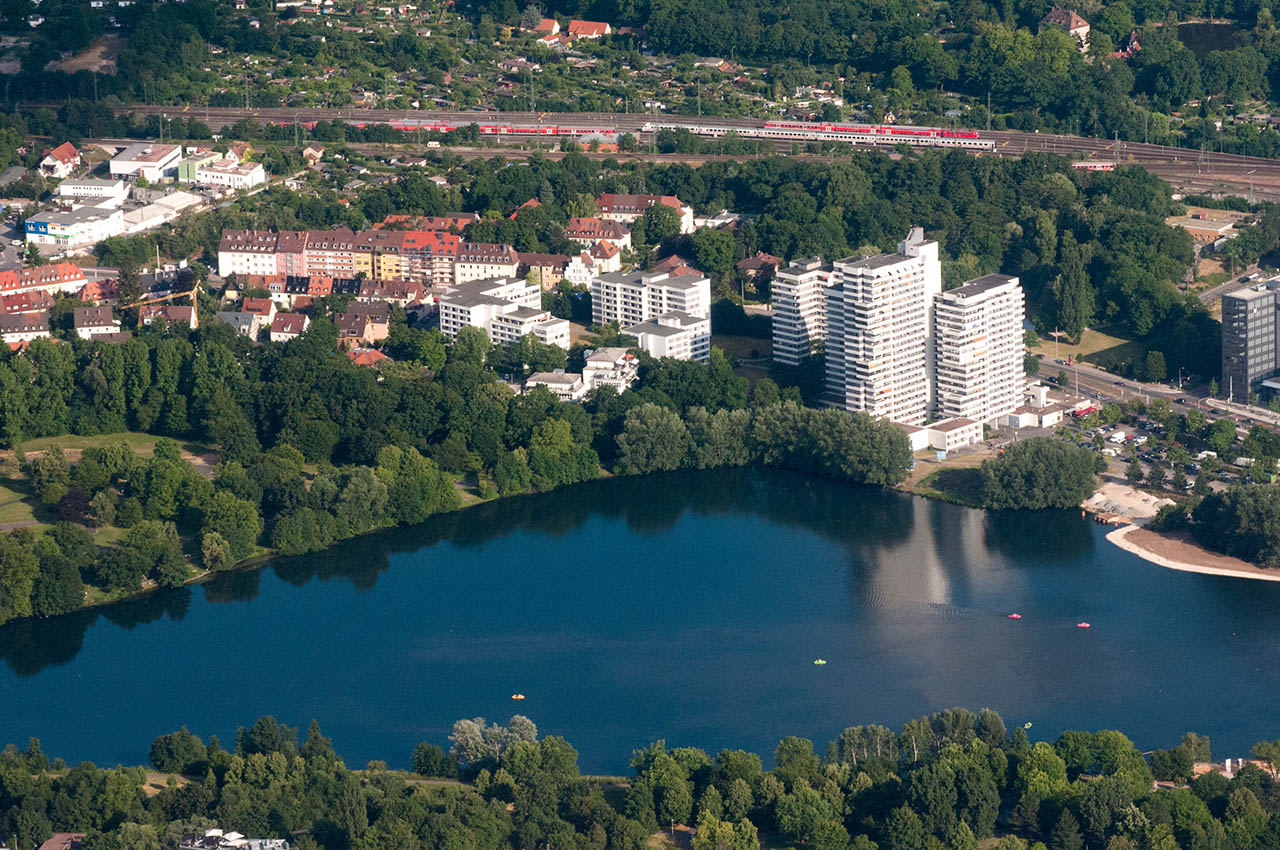
Luftaufnahme 2014

1959 beschloss der Nürnberger Stadtrat, den Wöhrder See anzulegen. Er wurde im Jahr 1981 vollendet. Vorher durchfloss die Pegnitz in zwei Armen eine Flussaue, die häufig überschwemmt war.
Neben der Hochwasserfreilegung der Nürnberger Altstadt wurde mit dem Wöhrder See ein vielgenutztes Erholungsgebiet geschaffen und die Bombentrichter-Landschaft in den Pegnitzwiesen, die der Zweite Weltkrieg hinterlassen hatte, beseitigt.

## Lage
Der Wöhrder See im Osten Nürnbergs erstreckt sich vom Stadtteil Wöhrd bis nach Mögeldorf und Erlenstegen. Er besteht aus zwei miteinander verbundenen Teilen, dem Unteren Wöhrder See mit einer Länge von ca. 1200 und einer maximalen Breite von 450 Metern, und dem Oberen Wöhrder See mit einer Länge von etwa 1400 Metern.
Am unteren Ende des Sees, wo die Pegnitz wieder ausfließt, schließt sich die Wöhrder Wiese an, eine innerstädtische Grünfläche, die bis an den Altstadtring reicht. Dort befinden sich zahlreiche Gebäude verschiedener Fakultäten der Hochschule Nürnberg.
Am oberen Ende des Sees am Zufluss der Pegnitz schließen sich die weitläufigen Pegnitzauen an mit dem Langsee, einem vielbesuchten Badesee.
Der Wöhrder See ist gut mit öffentlichen Verkehrsmitteln erreichbar. Die Linien 5 und 11 der Straßenbahn Nürnberg (Richtung Tiergarten) halten direkt am Großparkplatz vor der Wohnanlage Norikus am Unteren Wöhrder See (Haltestelle Tullnaupark). Unweit liegt die Haltestelle Nürnberg-Dürrenhof der S-Bahn-Linien 2 und 3.

## Nutzung
Am westlichen Ende unterhalb der Talsperre des Wöhrder Sees wurde ein Kraftwerk errichtet, das die Wasserkraft zur Verstromung nutzt. Die erzielbare Leistung schwankt dort zwischen 150 und 400 Kilowatt. Es ist eines der fünf kleinen Wasserkraftwerke, die in der Stadt Nürnberg betrieben werden und zusammen eine Gesamtleistung von ungefähr 0,92 Megawatt erzeugen.
Das gesamte Areal um den Wöhrder See ist als Landschaftsschutzgebiet (LSG-00536.06) ausgewiesen. Während der Untere Wöhrder See für die Nutzung durch Tretboote (Bootsverleih) freigegeben ist, ist der Obere Wöhrder See ein Naturreservat für Tiere.
Der See ist beiderseits durch Uferwege erschlossen, die teilweise asphaltiert sind. Der Hauptweg längs des Nordufers ist der Johann-Soergel-Weg, entlang des Südufers verläuft der Wöhrder Wiesenweg. Die Wege werden durch Spaziergänger, Radfahrer, Inline-Skater, Jogger, Walker und zahlreiche Nordic Walker zu allen Tageszeiten frequentiert.
Vor allem am Südufer des Unteren Wöhrder Sees wird gerne geangelt.
Zwei Straßenbrücken, eine Eisenbahn- und eine Fußgängerbrücke überspannen den See. Über die Dr.-Gustav-Heinemann-Brücke verläuft der Mittlere Ring (Ostring) als Verbindung zwischen den Nürnberger Stadtteilen Schoppershof und Zerzabelshof. Die Ludwig-Erhard-Brücke überquert den östlichen Teil des Oberen Wöhrder Sees und verbindet die Stadtteile Mögeldorf und Erlenstegen. Die Brücke der Bahnstrecke Nürnberg–Cheb und die Fußgängerbrücke, die auch von Radfahrern genutzt werden darf, verlaufen direkt nebeneinander und überspannen das Gelände am Übergang vom Oberen zum Unteren Wöhrder See.

## Veranstaltungen
Am Nordwestufer des Sees finden alljährlich die Wöhrder Kärwa und das Wöhrder Seefest statt.
Seit 1996 verläuft um den Wöhrder See die Strecke des Stadtlaufs Nürnberg, das größte Laufsportereignis Nordbayerns mit mehreren tausend Teilnehmern, das jährlich Anfang Oktober veranstaltet wird.

## Flora und Fauna

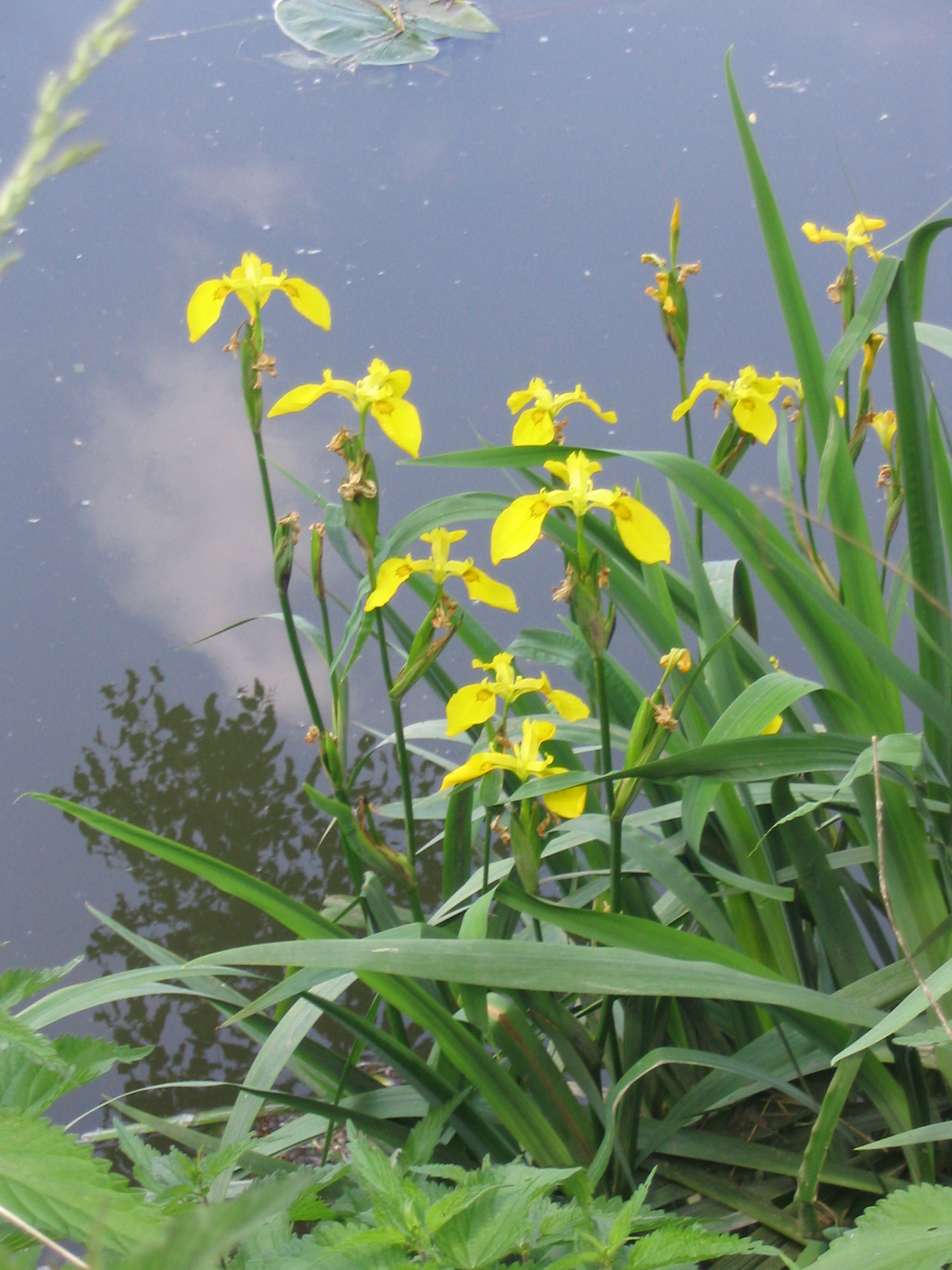
Sumpf-Schwertlilien am Seeufer

Der Wöhrder See ist ein Habitat für zahlreiche Wasservögel, wie Schwäne, Blässhühner, Grau-, Kanada- und Höckergänse, Stock- und Reiherenten. Auch trifft man die Kolbenente und die Trauerente in größeren Verbänden an. In den letzten Jahren haben sich auch einige Haubentaucherpärchen angesiedelt. Im Frühjahr 2007 war für einige Zeit ein schwarzer Schwarzschwan zu Gast. In Bäumen des Ostufers haben Kormorane, direkt gegenüber am Westufer Graureiher Brutkolonien gegründet.
Die Insektenwelt des Sees bietet reichliche Nahrung für Ufer-, Mehl- und Rauchschwalben sowie Mauersegler, die je nach Witterung besonders in den frühen Morgenstunden und in der Abenddämmung ihre Flugmanöver zeigen.
Die Bäume im Seeuferbereich sind vor allem Schwarzerlen, Spitz-, Feld- und Bergahorne, Pappeln, Weiden, Traubenkirschen, Ahornblättrige Platanen, Robinien und Hainbuchen. Im Bereich des Nordwestufers befinden sich ein Tulpenbaum und eine größere Ansammlung von Kaukasischen Flügelnüssen sowie seit 2010 mehrere neugepflanzte Blaseneschen. Als Sträucher sind Holunder, Weißdorne und Hartriegel häufig, es gibt auch Pfaffenhütchen und Kornelkirschen.
Im Frühjahr blühen am Ufer bzw. in Ufernähe das Scharbockskraut, das Schöllkraut, die Knoblauchsrauke, das Gänsefingerkraut und an zwei Stellen der Bärlauch. Später folgen das Hirtentäschel, die gelbe Sumpf-Schwertlilie und der Hahnenfuß, im Sommer der Blut- und der Gilbweiderich.

## Probleme

### Algen
In jedem Sommer, insbesondere nach längerer Hitze, vermehren sich die Algen und bilden grüne Algenteppiche mit unangenehmem Geruch. Als Gegenmaßnahme wird ein Mähboot eingesetzt. Mit dem Umbau des Stausees im Rahmen der Wasserwelt soll sich das Problem verringern.

### Vogelgrippe-Fälle 2007
Ab dem 18. Juni 2007 wurde eine Anzahl verendeter Wasservögel am Wöhrder See gefunden. Dabei wurde bei sieben tot aufgefundenen Höckerschwänen und einer Graugans durch Untersuchungen am Landesamt für Gesundheit und Lebensmittelsicherheit (LGL) in Erlangen sowie am Friedrich-Loeffler-Institut der hoch pathogene Influenza-A-Virus H5N1, der Erreger der Vogelgrippe H5N1, nachgewiesen. Ab dem 23. Juni 2007 wurde zeitweise ein Sperrbezirk eingerichtet, in dem unter anderem Hunde und Katzen nicht frei herumlaufen durften. Weitere Fälle traten seither nicht auf.

## Wasserwelt Wöhrder See

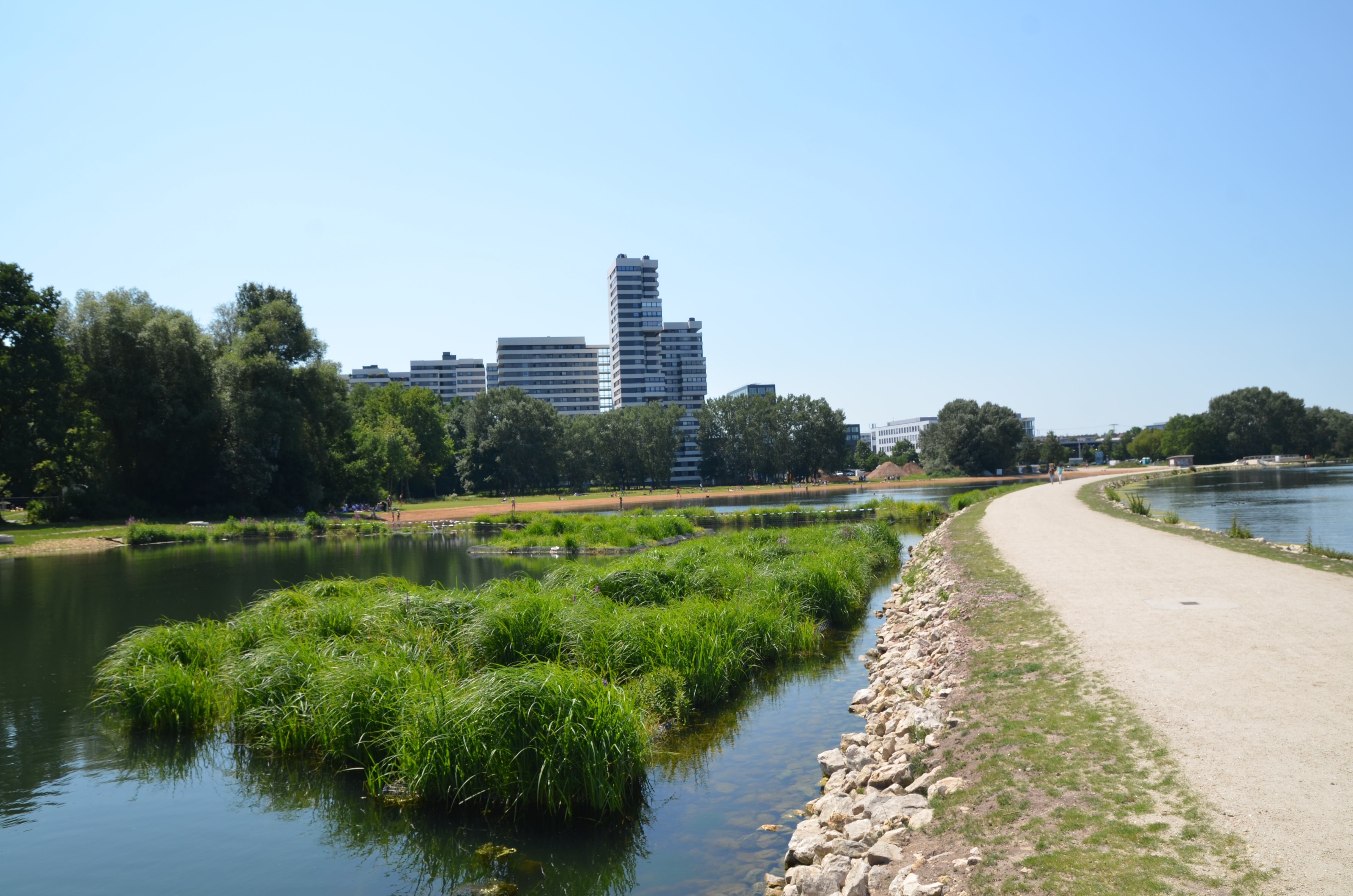
Bucht am Norikus als Teil der Wasserwelt Wöhrder See (2017)

Am 24. Februar 2011 gab der damalige bayerische Umweltminister Markus Söder den „Startschuss“ für das Projekt Wasserwelt Wöhrder See. Das Projekt, das seit 2012 in mehreren Bauabschnitten umgesetzt wird, will den See in zwei Zonen teilen: den unteren Wöhrder See mit einem Erholungs- und Freizeitbereich, der obere Teil soll im Wesentlichen der Natur überlassen bleiben. Für die dafür veranschlagten 10 Mio. Euro wollte Söder weitgehend aus seinem Etat aufkommen. Um bei der Planung die Bürger mit zu beteiligen, wurde eine Internetseite eingerichtet, auf der Anregungen, Vorschläge und Ideen eingebracht werden konnten.

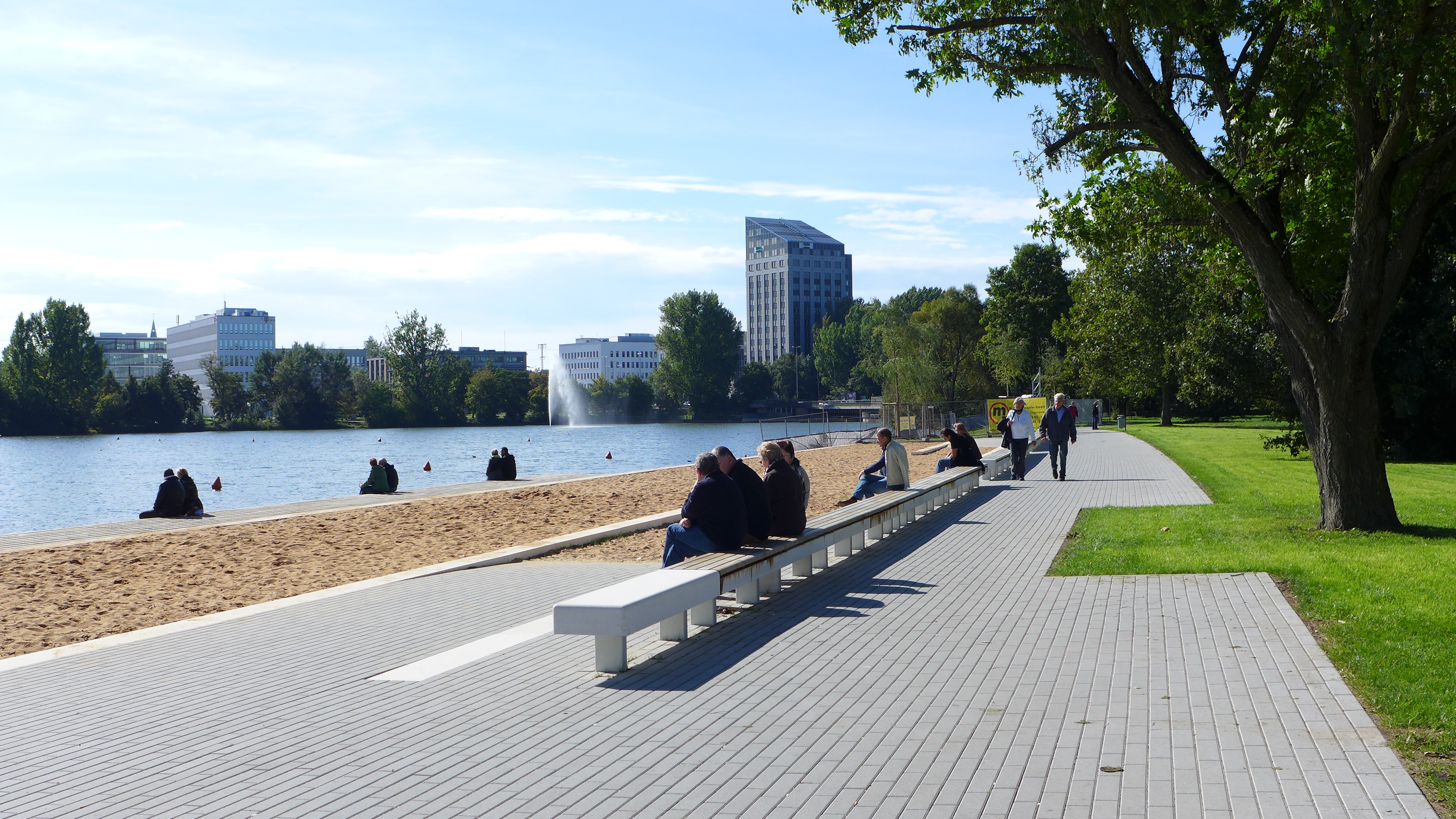
Sandstrand am Nordufer des Wöhrder Sees (2013)

2012 wurde ein 200 m langer Boulevardsteg am Sebastiansspital errichtet. 2013 wurde am westlichen Nordufer des unteren Wöhrder Sees ein zunächst 130 m langer Sandstrand angelegt. Am Südufer im Anschluss an die Wohnanlage Norikus wurde bis 2016 die Norikus-Bucht mit einem 400 m langen Leitdamm als Badezone mit inselartigen Pflanzfiltern entwickelt und geflutet.
In der Norisbucht beträgt die Wassertiefe nur 1,35 Meter.

## Wohnanlage Norikus

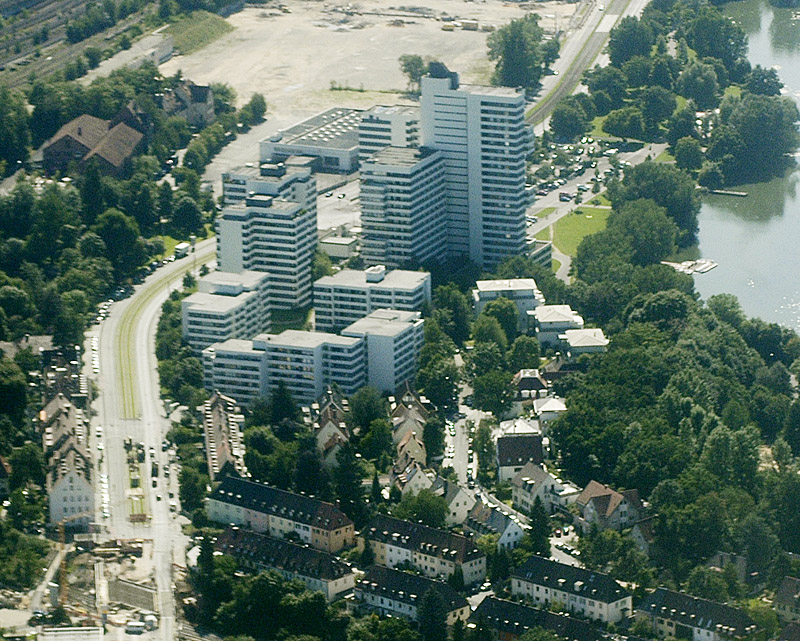
Luftaufnahme 2009

Am Südufer des Unteren Wöhrder Sees entstand auf dem Zeltnerhügel parallel zum Bau des Stausees in den Jahren 1968 bis 1972 unter der Bauträgerschaft der DEBA München der „Norikus“ (oder auch „Noricus“), die zu damaliger Zeit größte Wohnanlage Bayerns. Der bis zu 80 Meter hohe Komplex sollte einen baulichen Akzent im Nürnberger Osten setzen. Er erstand, orientiert an den Ideen Le Corbusiers, nach einem Entwurf des Nürnberger Architekten Harald Loebermann, der auch die Nürnberger Meistersingerhalle entworfen hatte. Zur Wohnanlage gehören unter anderem fünf Hochhäuser mit 14, 15, 16, 17 und 22 Stockwerken. Die von der damaligen Bundesministerin Käte Strobel eingeweihte Anlage umfasst etwa 850 Wohnungen auf zirka 32.000 m² Wohnfläche, ein Hallenbad, eine Ladenzeile, ein Blockheizwerk und ein Blockheizkraftwerk sowie die größte private Tiefgarage Süddeutschlands mit über 600 Stellplätzen. Von 2004 bis 2006 wurde der Norikus saniert und der markante schwarz-weiße Anstrich erneuert. Gegenwärtig bewohnen den Norikus zirka 2500 Personen.

## Freibad Bayern 07 am „Pulversee“
Der Schwimmerbund „Bayern 07“, einer der ältesten Nürnberger Schwimmvereine, betreibt gleich neben dem Südufer des Unteren Wöhrder Sees ein Freibad mit einem Schwimmer-, einem Nichtschwimmer- und einem Planschbecken, Beach-Volleyball-Plätzen und Tischtennisplatten.
Der Pulversee, der mit dem Bau des Wöhrder Sees verschwand, war ein kleiner Stausee in einem südlichen Altarm der Wöhrder Pegnitzaue. Der Name stammte von einer ehemaligen Pulvermühle im Ortsteil Tullnau.

## Kunstwerke
Das Kunstobjekt „Fund 2025 Nürnberg“ besteht aus einem Aquarium, Sand aus Nürnbergs Partnerstadt Nizza und einem in der Akademie der Bildenden Künste Nürnberg in Beton gegossenen Computer C64. Es wurde am 1. Oktober 2019 vom Nürnberger Künstler Roland Eugen Beiküfner am  Wöhrder See in Nürnberg hergestellt.